# 11e étape du Tour de France 2013
Pour un article plus général, voir Tour de France 2013.
La 11e étape du Tour de France 2013 s'est déroulée le mercredi 10 juillet 2013. Elle part d'Avranches et arrive au Mont-Saint-Michel.

## Parcours
Ce contre-la-montre, le second du Tour 2013, est long de 33 km. Le parcours, qui ne comporte aucune difficulté comptant pour le maillot à pois, part d'Avranches et rejoint la baie du Mont Saint-Michel.
Pour ce contre-la-montre, une portion de route de 150 mètres est construite devant la citadelle. Son coût, son caractère éphémère (elle est démolie quelques mois plus tard dans le cadre du projet Saint-Michel) et son mépris des règles environnementales suscite une polémique.

## Déroulement de la course
Tony Martin (Omega Pharma-Quick Step), parti à 12h30 d'Avranches, établit un temps de 36 minutes et 29 secondes, proche du record de Greg LeMond sur un contre-la-montre du Tour de France. Seul le maillot jaune Christopher Froome (Sky) peut l'inquiéter en le battant aux deux points intermédiaires mais échoue à 12 secondes au Mont Saint-Michel. Froome creuse les écarts au classement général, reléguant le deuxième Alejandro Valverde (Movistar) à 3 minutes et 25 secondes et le troisième Bauke Mollema (Belkin) à 3 minutes et 37 secondes.

## Résultats

### Classement de l'étape

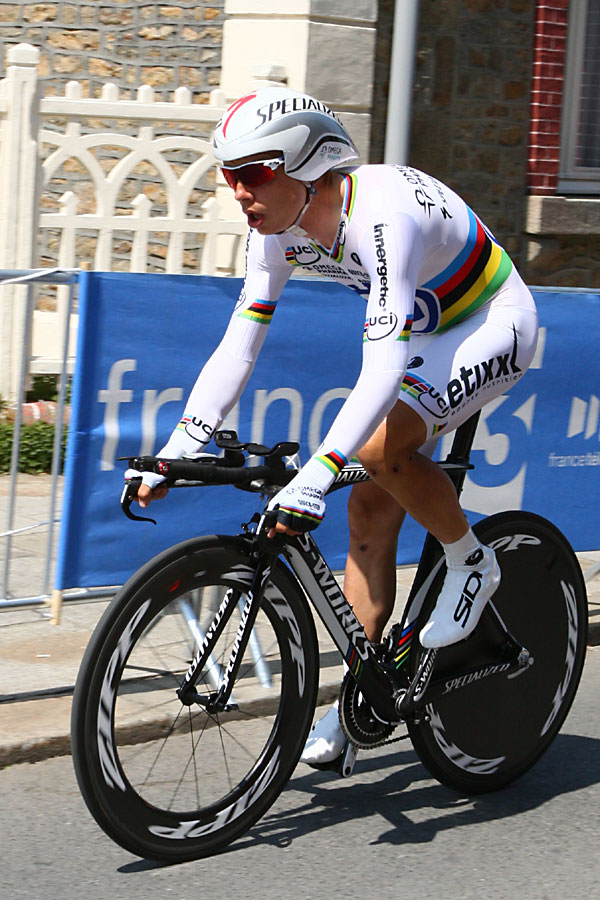
Tony Martin, le vainqueur de l'étape.

| Classement de la 11e étape | Classement de la 11e étape | Classement de la 11e étape | Classement de la 11e étape | Classement de la 11e étape |
|                            | Coureur                    | Pays                       | Équipe                     | Temps                      |
| -------------------------- | -------------------------- | -------------------------- | -------------------------- | -------------------------- |
| 1er                        | Tony Martin                | Allemagne                  | Omega Pharma-Quick Step    | en 36 min 29 s             |
| 2e                         | Christopher Froome         | Royaume-Uni                | Sky                        | + 12 s                     |
| 3e                         | Thomas De Gendt            | Belgique                   | Vacansoleil-DCM            | + 1 min 1 s                |
| 4e                         | Richie Porte               | Australie                  | Sky                        | + 1 min 21 s               |
| 5e                         | Michał Kwiatkowski         | Pologne                    | Omega Pharma-Quick Step    | + 1 min 31 s               |
| 6e                         | Svein Tuft                 | Canada                     | Orica-GreenEDGE            | + 1 min 35 s               |
| 7e                         | Sylvain Chavanel           | France                     | Omega Pharma-Quick Step    | + 1 min 37 s               |
| 8e                         | Jérémy Roy                 | France                     | FDJ.fr                     | + 1 min 43 s               |
| 9e                         | Tom Dumoulin               | Pays-Bas                   | Argos-Shimano              | + 1 min 45 s               |
| 10e                        | Jonathan Castroviejo       | Espagne                    | Movistar                   | + 1 min 52 s               |
| modifier                   |                            |                            |                            |                            |

### Classements intermédiaires
| Classement à Ducey (km 9,5) | Classement à Ducey (km 9,5) | Classement à Ducey (km 9,5) | Classement à Ducey (km 9,5) | Classement à Ducey (km 9,5) | Classement à Ducey (km 9,5) |
|                             | Coureur                     | Pays                        | Équipe                      |                             | Temps                       |
| --------------------------- | --------------------------- | --------------------------- | --------------------------- | --------------------------- | --------------------------- |
| 1er                         | Christopher Froome          | Grande-Bretagne             | Sky                         | en                          | 10 min 20 s                 |
| 2e                          | Tony Martin                 | Allemagne                   | Omega Pharma-Quick Step     | +                           | 1 s                         |
| 3e                          | Sylvain Chavanel            | France                      | Omega Pharma-Quick Step     |                             | 8 s                         |
| 4e                          | Michał Kwiatkowski          | Pologne                     | Omega Pharma-Quick Step     |                             | 16 s                        |
| 5e                          | Tejay van Garderen          | États-Unis                  | BMC Racing                  |                             | 19 s                        |
| 6e                          | Lars Boom                   | Pays-Bas                    | Belkin                      |                             | 23 s                        |
| 7e                          | Svein Tuft                  | Canada                      | Orica-GreenEDGE             |                             | 23 s                        |
| 8e                          | Thomas De Gendt             | Belgique                    | Vacansoleil-DCM             |                             | 24 s                        |
| 9e                          | Alejandro Valverde          | Espagne                     | Movistar                    |                             | 25 s                        |
| 10e                         | Philippe Gilbert            | Belgique                    | BMC Racing                  |                             | 26 s                        |
| modifier                    |                             |                             |                             |                             |                             |

| Classement à Courtils (km 22) | Classement à Courtils (km 22) | Classement à Courtils (km 22) | Classement à Courtils (km 22) | Classement à Courtils (km 22) | Classement à Courtils (km 22) |
|                               | Coureur                       | Pays                          | Équipe                        |                               | Temps                         |
| ----------------------------- | ----------------------------- | ----------------------------- | ----------------------------- | ----------------------------- | ----------------------------- |
| 1er                           | Christopher Froome            | Grande-Bretagne               | Sky                           | en                            | 24 min 40 s                   |
| 2e                            | Tony Martin                   | Allemagne                     | Omega Pharma-Quick Step       | +                             | 2 s                           |
| 3e                            | Thomas De Gendt               | Belgique                      | Vacansoleil-DCM               |                               | 41 s                          |
| 4e                            | Svein Tuft                    | Canada                        | Orica-GreenEDGE               |                               | 55 s                          |
| 5e                            | Richie Porte                  | Australie                     | Sky                           |                               | 56 s                          |
| 6e                            | Sylvain Chavanel              | France                        | Omega Pharma-Quick Step       |                               | 57 s                          |
| 7e                            | Michał Kwiatkowski            | Pologne                       | Omega Pharma-Quick Step       |                               | 57 s                          |
| 8e                            | Jérémy Roy                    | France                        | FDJ.fr                        |                               | 1 min 12 s                    |
| 9e                            | Tom Dumoulin                  | Pays-Bas                      | Argos-Shimano                 |                               | 1 min 13 s                    |
| 10e                           | Andrew Talansky               | États-Unis                    | Garmin-Sharp                  |                               | 1 min 23 s                    |
| modifier                      |                               |                               |                               |                               |                               |

### Points attribués
| Classement de l'étape | Classement de l'étape | Classement de l'étape | Classement de l'étape   | Classement de l'étape |
| --------------------- | --------------------- | --------------------- | ----------------------- | --------------------- |
|                       | Coureur               | Pays                  | Équipe                  | Point(s)              |
| 1er                   | Tony Martin           | Allemagne             | Omega Pharma-Quick Step | 20                    |
| 2e                    | Christopher Froome    | Royaume-Uni           | Sky                     | 17                    |
| 3e                    | Thomas De Gendt       | Belgique              | Vacansoleil-DCM         | 15                    |
| 4e                    | Richie Porte          | Australie             | Sky                     | 13                    |
| 5e                    | Michał Kwiatkowski    | Pologne               | Omega Pharma-Quick Step | 11                    |
| 6e                    | Svein Tuft            | Canada                | Orica-GreenEDGE         | 10                    |
| 7e                    | Sylvain Chavanel      | France                | Omega Pharma-Quick Step | 9                     |
| 8e                    | Jérémy Roy            | France                | FDJ.fr                  | 8                     |
| 9e                    | Tom Dumoulin          | Pays-Bas              | Argos-Shimano           | 7                     |
| 10e                   | Jonathan Castroviejo  | Espagne               | Movistar                | 6                     |
| 11e                   | Bauke Mollema         | Pays-Bas              | Belkin                  | 5                     |
| 12e                   | Andrew Talansky       | États-Unis            | Garmin-Sharp            | 4                     |
| 13e                   | Alejandro Valverde    | Espagne               | Movistar                | 3                     |
| 14e                   | Lars Ytting Bak       | Danemark              | Lotto-Belisol           | 2                     |
| 15e                   | Alberto Contador      | Espagne               | Saxo-Tinkoff            | 1                     |
| modifier              |                       |                       |                         |                       |

## Classements à l'issue de l'étape

### Classement général
| Classement général | Classement général     | Classement général | Classement général      | Classement général  |
|                    | Coureur                | Pays               | Équipe                  | Temps               |
| ------------------ | ---------------------- | ------------------ | ----------------------- | ------------------- |
| 1er                | Christopher Froome     | Royaume-Uni        | Sky                     | en 42 h 29 min 24 s |
| 2e                 | Alejandro Valverde     | Espagne            | Movistar                | + 3 min 25 s        |
| 3e                 | Bauke Mollema          | Pays-Bas           | Belkin                  | + 3 min 37 s        |
| 4e                 | Alberto Contador       | Espagne            | Saxo-Tinkoff            | + 3 min 54 s        |
| 5e                 | Roman Kreuziger        | Tchéquie           | Saxo-Tinkoff            | + 3 min 57 s        |
| 6e                 | Laurens ten Dam        | Pays-Bas           | Belkin                  | + 4 min 10 s        |
| 7e                 | Michał Kwiatkowski     | Pologne            | Omega Pharma-Quick Step | + 4 min 44 s        |
| 8e                 | Nairo Quintana         | Colombie           | Movistar                | + 5 min 18 s        |
| 9e                 | Rui Costa              | Portugal           | Movistar                | + 5 min 37 s        |
| 10e                | Jean-Christophe Péraud | France             | AG2R La Mondiale        | + 5 min 39 s        |
| modifier           |                        |                    |                         |                     |

### Classement par points
| Classement par points | Classement par points | Classement par points | Classement par points   | Classement par points |
| --------------------- | --------------------- | --------------------- | ----------------------- | --------------------- |
|                       | Coureur               | Pays                  | Équipe                  | Point(s)              |
| 1er                   | Peter Sagan           | Slovaquie             | Cannondale              | 269 points            |
| 2e                    | André Greipel         | Allemagne             | Lotto-Belisol           | 186 pts               |
| 3e                    | Mark Cavendish        | Royaume-Uni           | Omega Pharma-Quick Step | 166 pts               |
| modifier              |                       |                       |                         |                       |

### Classement du meilleur grimpeur
| Classement du meilleur grimpeur | Classement du meilleur grimpeur | Classement du meilleur grimpeur | Classement du meilleur grimpeur | Classement du meilleur grimpeur |
| ------------------------------- | ------------------------------- | ------------------------------- | ------------------------------- | ------------------------------- |
|                                 | Coureur                         | Pays                            | Équipe                          | Point(s)                        |
| 1er                             | Pierre Rolland                  | France                          | Europcar                        | 49 points                       |
| 2e                              | Christopher Froome              | Royaume-Uni                     | Sky                             | 33 pts                          |
| 3e                              | Richie Porte                    | Australie                       | Sky                             | 28 pts                          |
| modifier                        |                                 |                                 |                                 |                                 |

### Classement du meilleur jeune
| Classement général du meilleur jeune | Classement général du meilleur jeune | Classement général du meilleur jeune | Classement général du meilleur jeune | Classement général du meilleur jeune |
|                                      | Coureur                              | Pays                                 | Équipe                               | Temps                                |
| ------------------------------------ | ------------------------------------ | ------------------------------------ | ------------------------------------ | ------------------------------------ |
| 1er                                  | Michał Kwiatkowski                   | Pologne                              | Omega Pharma-Quick Step              | en 42 h 34 min 8 s                   |
| 2e                                   | Nairo Quintana                       | Colombie                             | Movistar                             | + 34 s                               |
| 3e                                   | Romain Bardet                        | France                               | AG2R La Mondiale                     | + 6 min 53 s                         |
| modifier                             |                                      |                                      |                                      |                                      |

### Classement par équipes
| Classement par équipes | Classement par équipes | Classement par équipes | Classement par équipes |
|                        | Équipe                 | Pays                   | Temps                  |
| ---------------------- | ---------------------- | ---------------------- | ---------------------- |
| 1re                    | Movistar               | Espagne                | en 126 h 47 min 47 s   |
| 2e                     | Saxo-Tinkoff           | Danemark               | + 4 min 34 s           |
| 3e                     | Belkin                 | Pays-Bas               | + 6 min 6 s            |
| modifier               |                        |                        |                        |